# Weglaufschutzsystem

Weglaufschutz: Eine Seniorin verlässt das Gebäude mit Weglaufschutz am Handgelenk.

Als Weglaufschutzsystem (auch Wegläuferschutz, Desorientierten-Fürsorgesystem oder Desorientierten-Suchsystem, englisch Anti-Wandering System) wird in der Altenpflege eine technische Vorrichtung bezeichnet, die registriert, wenn sich eine an Demenz erkrankte Person mit Orientierungsschwierigkeiten aus einer Pflegeeinrichtung entfernt. Dieses eigenmächtige Entfernen (pejorativ Entlaufen, Entspringen) wurde früher als Weglauftendenz und wird heute richtiger als Hinlauftendenz beschrieben.
Das Verlassen der Einrichtung durch einen solchen dementen Bewohner löst eine Reaktion des Systems aus, die sich auf vielfältige Art und Weise äußern kann. Beispiel hiefür sind akustische Signalgeber an der Tür, die Auslösung eines Türzuhaltemechanismus oder die Benachrichtigung des Pflegepersonals durch ein peripheres Alarmierungssystem wie eine Schwesternrufanlage.
Wie alle Maßnahmen zur Freiheitsentziehung unterliegt auch die Verwendung von Weglaufschutzsystemen im Einzelfall dem Richtervorbehalt.

## Realisierung des Weglaufschutzes
Das Verlassen der Pflegeeinrichtung wird durch Türverschluss, Türüberwachung oder Funkortung verhindert oder eingeschränkt. Darüber hinaus besteht die Möglichkeit, dass durch einen Transponder eine Meldung an das Pflegepersonal gesendet wird, welches den dementen Bewohner dann am Verlassen der Einrichtung hindern kann. Ist das Verlassen beabsichtigt, kann das Pflegepersonal den Bewohner mit einem sogenannten Begleittransponder begleiten; dieses Gerät unterbindet auf Knopfdruck den Alarm, den der Bewohner auslösen würde.

## Funkortung

### Funktionsweise
Zentraler Bestandteil eines Wegläuferschutzsystems ist ein Funkchip, der vom Patienten ständig am Körper getragen wird. Möglich ist etwa die Integration des Chips in ein Patientenarmband, eine Brosche oder einen Clip für die Kleidung. Für Patienten, die zur Nesteltendenz (Vigilanzdysregulation) neigen und das Armband oder ihre Kleidung abzulegen versuchen, gibt es Armbänder, die wie eine elektronische Fußfessel nur durch eine andere Person entfernt werden können.

### Technische Differenzierung
Eine Ausstattung der weglaufgefährdeten Person mit einem Funkchip ermöglicht eine differenzierte, auch eine personalisierte Signalisierung bzw. Meldung im Vergleich zu einer anonymen Meldung bei Systemen mit einer Türkontaktschaltung, die bei jedem Durchschreiten der Tür melden, also auch bei Personen, die nicht weglaufgefährdet sind. Eine personalisierte Meldung kann neben der lokalen Warnung (Warnton, Licht) auch per Anruf, SMS oder auch per Signalisierung auf einem Smartphone erfolgen.
Als Gegenstück zum Funkchip dient ein stationärer Signalempfänger. Verlässt oder passiert der Patient einen definierten meldungsrelevanten Bereich, etwa einen Gebäude- oder Grundstücksausgang, so wird dies vom Signalempfänger registriert und automatisch gemeldet. Der Patient kann dann von einer anderen Person begleitet oder am Verlassen des Bereichs gehindert werden. Zur Begleitung eines Patienten ist auch spezieller Begleitsender einsetzbar, der ein manuelles Ein- und Ausbuchen erübrigt. Die Meldung wird somit gewissermaßen im Falle der berechtigten Begleitung neutralisiert.

### Zweck
Das System soll den Bewegungsfreiraum des dementen Menschen so vergrößern, dass er sich in den weiteren Grenzen seines Umfeldes frei und ohne stetige Anwesenheit des Betreuers bewegen kann. Dabei ist eine ständige Kontrolle gewährleistet. Gleichzeitig werden die Personalkosten für Betreuungs- und Überwachungsaufwand reduziert. Wichtig ist, das entweder der Klient selber oder sein Betreuer dem Anlegen eines „Armbandes“ mit der Technik zustimmt. Sollte aus verhaltensbedingten Gründen das Armband mit Nieten fest an den Arm des Klienten angebracht werden müssen, ist schon die Frage zu stellen, ob der Betreuer nach § 1906 BGB das Vormundschaftsgericht einschalten muss. Hier besteht ein großer Ermessensspielraum, da gesundheitliche und willentliche Gründe nicht einfach zu unterscheiden sind. Wichtiger aber ist der Umgang mit dem Klienten, wenn er den beschützten Raum verlässt und mit Zwang oder gewaltsam zurückgebracht werden soll. In diesem Fall ist eindeutig eine richterliche Verfügung nötig. Geschulte Mitarbeiter werden sich in die Gedankenwelt eines Demenzkranken hineinversetzen und ein „Stück seines Weges“ begleiten. Durch diese einfühlsame Methode (Validation) wird in den meisten Fällen keine Zwangsmaßnahme nötig werden.

### Aktive und passive Systemtechnik
Die Funkchips der Weglaufschutzsysteme gibt es in zwei sich wesentlich unterscheidenden technischen Ausführungen. Die so genannten „passiven Systeme“ haben keine Batterie zur eigenen Energieversorgung im RFID-Funkchip. Sie erhalten die notwendige Energie für die Meldung durch Induktionsschleifen und geben dann die Information über entsprechende Antennen zurück. Eine solche Induktionsschleife kann etwa an einer Ausgangstür angebracht werden, so dass beim Durchschreiten ein Signal ausgesendet wird.
So genannte „aktive Systeme“ dagegen besitzen eine Batterie und senden kontinuierlich in definierten Zeitabständen ihre Kennungen aus. Anhand der Signalstärke ist jederzeit erkennbar, wie weit sich der Patient vom Signalempfänger entfernt hat. Durch die Variation von Sendeleistung oder Antenne können Entfernungen zwischen 3 und 50 m differenziert werden. Dies ermöglicht individuelle Grenzen für jeden Bewohner, da Bereiche, die nicht passiert werden sollen, individuell bestimmt werden können.
„Hybridsysteme“ nutzen eine Kombination aus aktiver und passiver Technologie. In manchen Systemen ist auch ein GPS-Gerät integriert, so dass eine ständige genaue Ortung möglich ist.